# La Table
|  | Per a altres significats, vegeu «La Table (Soutine)». |

La Table és un municipi francès al departament de la Savoia i a la regió d'Alvèrnia-Roine-Alps. L'any 2007 tenia 354 habitants.

## Demografia

### Població
El 2007 la població de fet de La Table era de 354 persones. Hi havia 135 famílies de les quals 38 eren unipersonals (15 homes vivint sols i 23 dones vivint soles), 39 parelles sense fills, 50 parelles amb fills i 8 famílies monoparentals amb fills.
La població ha evolucionat segons el següent gràfic:

### Habitatges
El 2007 hi havia 279 habitatges, 147 eren l'habitatge principal de la família, 91 eren segones residències i 42 estaven desocupats. 266 eren cases i 11 eren apartaments. Dels 147 habitatges principals, 130 estaven ocupats pels seus propietaris, 14 estaven llogats i ocupats pels llogaters i 2 estaven cedits a títol gratuït; 1 tenia una cambra, 10 en tenien dues, 20 en tenien tres, 47 en tenien quatre i 69 en tenien cinc o més. 132 habitatges disposaven pel capbaix d'una plaça de pàrquing. A 52 habitatges hi havia un automòbil i a 82 n'hi havia dos o més.

### Piràmide de població
La piràmide de població per edats i sexe el 2009 era:
| Homes | Edats   | Dones |
| ----- | ------- | ----- |
| 0     | 95 o +  | 0     |
| 0     | 90 a 94 | 0     |
| 4     | 85 a 89 | 4     |
| 4     | 80 a 84 | 0     |
| 8     | 75 a 79 | 4     |
| 12    | 70 a 74 | 4     |
| 4     | 65 a 69 | 4     |
| 16    | 60 a 64 | 4     |
| 4     | 55 a 59 | 4     |
| 4     | 50 a 54 | 8     |
| 4     | 45 a 49 | 4     |
| 12    | 40 a 44 | 4     |
| 8     | 35 a 39 | 24    |
| 8     | 30 a 34 | 8     |
| 16    | 25 a 29 | 8     |
| 4     | 20 a 24 | 4     |
| 4     | 15 a 19 | 4     |
| 12    | 10 a 14 | 20    |
| 8     | 5 a 9   | 4     |
| 12    | 0 a 4   | 8     |

## Economia
El 2007 la població en edat de treballar era de 231 persones, 175 eren actives i 56 eren inactives. De les 175 persones actives 165 estaven ocupades (93 homes i 72 dones) i 10 estaven aturades (4 homes i 6 dones). De les 56 persones inactives 17 estaven jubilades, 16 estaven estudiant i 23 estaven classificades com a «altres inactius».

### Ingressos
El 2009 a La Table hi havia 149 unitats fiscals que integraven 367 persones, la mediana anual d'ingressos fiscals per persona era de 17.227 €.

### Activitats econòmiques
Dels 11 establiments que hi havia el 2007, 1 era d'una empresa extractiva, 4 d'empreses de construcció, 1 d'una empresa de transport, 2 d'empreses d'hostatgeria i restauració, 1 d'una empresa de serveis, 1 d'una entitat de l'administració pública i 1 d'una empresa classificada com a «altres activitats de serveis».
Dels 5 establiments de servei als particulars que hi havia el 2009, 2 eren paletes, 1 fusteria, 1 perruqueria i 1 restaurant.
L'any 2000 a La Table hi havia 7 explotacions agrícoles.

## Poblacions properes
El següent diagrama mostra les poblacions més properes.